# Скал
Скал (пуно име Колин Рендал) је лопов и мутант са дуплим мозгом који може да чита туђе мисли и који се појављује у пар Загорових стрипова.

## Сусрет са Загором
Скал пљачка радње и банке по градовима све док се не појави Загор и почне му мрсити конце. Он одлучи да се реши њега једном заувек, али у томе неуспешно пролази, пошто га Загор истуче и преда у затвор.

## Повратак и смрт
Софи, Скалова ћерка, се са њим договори да га ослободи из затвора Хелгејт. Скал искористи Индијанце и побегне на фарму заједно са Софи. Нажалост за њега, ћерка му је одведена у затвор, и лично Загор га убије.

## Изглед
Скал има јужњачко одело, црну косу, и надпросечно велику главу.

## Способности
Скал може да чита мисли другима, да загосподари њиховим вољама, или да психички убије некога кад год пожели.

## Појављивање
Епизоде у којима се појављује Скал:
1.
• Златна серија 724 Рендал мутант / 725 Велика пљачка / 726 Златна удица
• Одабране приче 8 Заседа мутанта
2.
• ВЧ Загор 28 Повратак мутанта / 29 Војна пратња / 30 Ватрена клопка / 31 Човек са два мозга